# ウィリアム・マルモト
ウィリアム・マルモト（William H. Marumoto（愛称: "Mo"）、1934年12月16日 - 2008年11月25日）は、アメリカ合衆国の元政府職員。日系二世。アジア系アメリカ人で初めてのホワイトハウス上級職員である。

## 略歴
1934年にカリフォルニア州ロングビーチで日系アメリカ人の家庭に生まれる。第二次世界大戦中には、家族とともに強制収容された。1957年にウィッティア大学（Whittier College）を卒業。この大学はクエーカー系で、リチャード・ニクソン大統領が卒業したことで知られている。
1969年にニクソン政権が発足すると、保健教育福祉長官の補佐官に就任。翌1970年にはアジア系アメリカ人として初めて大統領府（ホワイトハウス）上級職員に登用され、マイノリティ採用などの人事政策を担当した。また、レーガン政権でも、人事政策に関わった。
政府からの引退後は、人事担当の経験を活かし、人事関係のコンサルティングや管理を行うインターフェース・グループ（Interface Group, Ltd）を創業。また、2005年からは、アジア系アメリカ人の政府への登用機会の拡大を図るアジア太平洋圏議会研究所（Asian Pacific American Institute for Congressional Studies、APAICS）の代表を務めた。